# Anthony Kimmins
Anthony Kimmins (Harrow, 10 novembre 1901 – Hurstpierpoint, 19 maggio 1964) è stato un regista e sceneggiatore britannico.

## Filmografia parziale
Regista e sceneggiatore
- Bypass to Happiness (1934)
- Once in a New Moon (1935)
- Keep Fit (1937)
- I See Ice (1938)
- All at Sea (1935)
- In cerca di guai (Trouble Brewing) (1939)
- Forza Giorgio (Come On George!) (1939)
- Vorrei volare (It's in the Air) (1940)
- Smiley (1956)
- Smiley Gets a Gun (1958)
- Gli ospiti di mia moglie (The Amorous Prawn) (1962)

Regista
- The Diplomatic Lover (1934)
- Carnefice di me stesso (Mine Own Executioner) (1947)
- Carlo di Scozia (Bonnie Prince Charlie) (1948)
- Flesh and Blood (1951)
- Who Goes There! (1952)
- Direzione Nord (Mr. Denning Drives North) (1952)
- Il paradiso del Capitano Holland (The Captain's Paradise) (1953)

Sceneggiatore
- Two Wives for Henry, regia di Adrian Brunel (1934)
- Midshipman Easy, regia di Carol Reed (1935)
- While Parents Sleep, regia di Adrian Brunel (1935)
- Queen of Hearts, regia di Monty Banks (1936)
- The Lonely Road, regia di James Flood (1936)
- Laburnum Grove, regia di Carol Reed (1936)
- Keep Your Seats, Please, regia di Monty Banks (1936)
- The Show Goes On, regia di Basil Dean (1937)
- Who's Your Lady Friend?, regia di Carol Reed (1937)
- Feather Your Nest, regia di William Beaudine (1937)
- Good Morning, Boys, regia di Marcel Varnel (1937)
- Under Your Hat, regia di Maurice Elvey (1940)